# 30. Berlini Nemzetközi Filmfesztivál
A 30. Berlini Nemzetközi Filmfesztivál 1980. február 18. és 29. között került megrendezésre. Az Arany Medve díjat Richard Pearce filmje, A szelíd Vadnyugat és Werner Schroeter filmje, a Palermo oder Wolfsburg nyerte. A fesztivál retrospektív programját Billy Wilder amerikai filmkészítőnek szentelték, azonban a Szovjetunió miatti feszültség miatt kihagyták a felhozatalból a Ninocska és az Egy, kettő, három filmeket. Emellett egy másik retrospektívat szenteltek a korai 3D-s filmet használó produkcióknak. Ettől a fesztiváltól kezdődöen Moritz de Hadeln lett a Berlinale igazgatója, aki a berlini filmpiac bővítésére tett erőfeszítéseket.

## Zsűri
Az alábbi emberek voltak a fesztivál zsűrijének tagjai:
- Ingrid Thulin, svéd színésznő - Zsűrielnök
- Betsy Blair, brit színésznő
- Mathieu Carrière, francia színész
- Alberto Isaac, mexikói rendező és forgatókönyvíró
- Peter Kern, osztrák színész
- Makk Károly, magyar rendező és forgatókönyvíró
- Alexander Mitta, szovjet rendező és forgatókönyvíró
- Trauner Sándor, francia látványtervező
- Angel Wagenstein, bolgár író és rendező

## A fesztivál programja

### Versenyben lévő filmek
Az alábbi filmek voltak versenyben az Arany Medve- és az Ezüst Medve-díjakért:
| Magyar cím                    | Eredeti cím                | Rendező                         | Ország                    |
| ----------------------------- | -------------------------- | ------------------------------- | ------------------------- |
| Bizalom                       | Bizalom                    | Szabó István                    | Magyarország              |
| A cuencai gyilkosság          | El crimen de Cuenca        | Pilar Miró                      | Spanyolország             |
| Halál egyenes adásban         | La Mort en direct          | Bertrand Tavernier              | Franciaország             |
| A túlélés ára                 | Der Preis fürs Überleben   | Hans Noever                     | Nyugat-Németország        |
| Düşman                        | Düşman                     | Zeki Ökten, Yılmaz Güney        | Törökország               |
| Németország, sápadt anya      | Deutschland bleiche Mutter | Helma Sanders-Brahms            | Nyugat-Németország        |
| Csakhogy megszabadultam tőle! | Les Bons débarras          | Francis Mankiewicz              | Kanada                    |
| A szelíd Vadnyugat            | Heartland                  | Richard Pearce                  | Amerikai Egyesült Államok |
| Hlavy                         | Hlavy                      | Petr Sís                        | Csehszlovákia             |
| Im Herzen des Hurrican        | Im Herzen des Hurrican     | Hark Bohm                       | Nyugat-Németország        |
| Dérverte virágok              | Marigolds in August        | Ross Devenish                   | Dél-Afrika                |
| Marmeladupproret              | Marmeladupproret           | Erland Josephson                | Svédország                |
| Moszkva nem hisz a könnyeknek | Москва слезам не верит     | Vladimir Menshov                | Szovjetunió               |
| A karmester                   | Dyrygent                   | Andrzej Wajda                   | Lengyelország             |
| Palermo oder Wolfsburg        | Palermo oder Wolfsburg     | Werner Schroeter                | Nyugat-Németország        |
| Korpinpolska                  | Korpinpolska               | Markku Lehmuskallio             | Finnország                |
| Rod Gröth                     | Rod Gröth                  | Jörg Moser-Metius               | Nyugat-Németország        |
| Rude Boy                      | Rude Boy                   | Jack Hazan, David Mingay        | Egyesült Királyság        |
| Szállást kérek                | Chiedo asilo               | Marco Ferreri                   | Olaszország               |
| Solo Sunny                    | Solo Sunny                 | Konrad Wolf, Wolfgang Kohlhaase | Kelet-Németország         |
| Transit                       | טרנזיט                     | Daniel Wachsmann                | Izrael                    |
| Titkos utazás                 | Le Voyage en douce         | Michel Deville                  | Franciaország             |
| Montiel özvegye               | La Viuda de Montiel        | Miguel Littín                   | Mexikó, Kolumbia          |

### Versenyen kívül
- Caligula - Tinto Brass (Olaszország, Amerikai Egyesült Államok)
- Portyán (Cruising) - William Friedkin (Amerikai Egyesült Államok)

### Retrospektív
Az alábbi filmeket vetítették a Billy Wildernek szentelt retrospektív programban: 
| Magyar cím                 | Eredeti cím                         | Rendező           | Ország                                 |
| -------------------------- | ----------------------------------- | ----------------- | -------------------------------------- |
| A nagy karnevál            | Ace in the Hole                     | Billy Wilder      | Amerikai Egyesült Államok              |
| Külügyi szívügyek          | A Foreign Affair                    | Billy Wilder      | Amerikai Egyesült Államok              |
| Avanti!                    | Avanti!                             | Billy Wilder      | Amerikai Egyesült Államok, Olaszország |
| Három ifjú szív            | Ein blonder Traum                   | Paul Martin       | Németország                            |
| Der Teufelsreporter        | Der Teufelsreporter                 | Ernst Laemmle     | Németország                            |
| Gyilkos vagyok             | Double Indemnity                    | Billy Wilder      | United States                          |
| Emil és a detektívek       | Emil und die Detektive              | Gerhard Lamprecht | Németország                            |
| Fedora                     | Fedora                              | Billy Wilder      | Nyugat-Németország                     |
| Öt lépés Kairó felé        | Five Graves to Cairo                | Billy Wilder      | Amerikai Egyesült Államok              |
| Irma, te édes              | Irma la Douce                       | Billy Wilder      | Amerikai Egyesült Államok              |
| Csókolj meg, tökfej!       | Kiss Me, Stupid                     | Billy Wilder      | Amerikai Egyesült Államok              |
| Délutáni szerelem          | Love in the Afternoon               | Billy Wilder      | Amerikai Egyesült Államok              |
| Mauvaise Graine            | Mauvaise Graine                     | Billy Wilder      | Franciaország                          |
| Emberek vasárnap           | Menschen am Sonntag                 | Billy Wilder      | Németország                            |
| Sabrina                    | Sabrina                             | Billy Wilder      | Amerikai Egyesült Államok              |
| Tökmag kisasszony          | Scampolo, ein Kind der Straße       | Hans Steinhoff    | Németország, Ausztria                  |
| Van, aki forrón szereti    | Some Like It Hot                    | Billy Wilder      | Amerikai Egyesült Államok              |
| A 17-es fogolytábor        | Stalag 17                           | Billy Wilder      | Amerikai Egyesült Államok              |
| Alkony sugárút             | Sunset Boulevard                    | Billy Wilder      | Amerikai Egyesült Államok              |
| Legénylakás                | The Apartment                       | Billy Wilder      | Amerikai Egyesült Államok              |
| The Emperor Waltz          |                                     | Billy Wilder      | Amerikai Egyesült Államok              |
| Sógorom, a zugügyvéd       | The Fortune Cookie                  | Billy Wilder      | Amerikai Egyesült Államok              |
| Szenzáció!                 | The Front Page                      | Billy Wilder      | Amerikai Egyesült Államok              |
| Férfiszenvedély            | The Lost Weekend                    | Billy Wilder      | Amerikai Egyesült Államok              |
| A csitri                   | The Major and the Minor             | Billy Wilder      | Amerikai Egyesült Államok              |
| Sherlock Holmes magánélete | The Private Life of Sherlock Holmes | Billy Wilder      | Amerikai Egyesült Államok              |
| Hétévi vágyakozás          | The Seven Year Itch                 | Billy Wilder      | Amerikai Egyesült Államok              |
| A St. Louis-i lélek        | The Spirit of St. Louis             | Billy Wilder      | Amerikai Egyesült Államok              |
| A vád tanúja               | Witness for the Prosecution         | Billy Wilder      | Amerikai Egyesült Államok              |

Az alábbi filmeket vetítették a 3D technológiát használó filmeknek szánt retrospektív programban:
| Magyar cím                     | Eredeti cím                    | Rendező          | Ország                    |
| ------------------------------ | ------------------------------ | ---------------- | ------------------------- |
| Bwana Devil                    | Bwana Devil                    | Arch Oboler      | Amerikai Egyesült Államok |
| A fekete lagúna szörnye        | Creature from the Black Lagoon | Jack Arnold      | Amerikai Egyesült Államok |
| Gyilkosság telefonhívásra      | Dial M for Murder              | Alfred Hitchcock | Amerikai Egyesült Államok |
| Andy Warhol – Frankenstein     | Flesh for Frankenstein         | Paul Morrissey   | Amerikai Egyesült Államok |
| Gorilla at Large               | Gorilla at Large               | Harmon Jones     | Amerikai Egyesült Államok |
| Panoptikum - A viaszbabák háza | House of Wax                   | Andre DeToth     | Amerikai Egyesült Államok |
| Inferno                        | Inferno                        | Roy Ward Baker   | Amerikai Egyesült Államok |
| Földön kívüli jövevények       | It Came from Outer Space       | Jack Arnold      | Amerikai Egyesült Államok |
| Phantom of the Rue Morgue      | Phantom of the Rue Morgue      | Roy Del Ruth     | Amerikai Egyesült Államok |
| Dynasty                        | 千刀萬里追                     | Mei-Chun Chang   | Tajvan, Hongkong          |
| Shi shan nu ni                 | 十三女尼                       | Mei-Chun Chang   | Tajvan, Hongkong          |
| The Mad Magician               | The Mad Magician               | John Brahm       | Amerikai Egyesült Államok |
| The Mask                       | The Mask                       | Julian Roffman   | Kanada                    |

## Győztesek
- Arany Medve:
  - A szelíd Vadnyugat (Richard Pearce)
  - Palermo oder Wolfsburg (Werner Schroeter)
- Zsűri Nagydíja: Szállást kérek (Marco Ferreri)
- Ezüst Medve díj a legjobb rendezőnek: Szabó István (Bizalom)
- Ezüst Medve díj a legjobb színésznőnek: Renate Krößner (Solo Sunny)
- Ezüst Medve díj a legjobb színésznek: Andrzej Seweryn (A karmester)
- Évfordulós különdíj: Dérverte virágok (Ross Devenish)
- Tiszteletbeli említések:
  - Rude Boy
  - Korpinpolska
  - Düşman
- FIPRESCI-díj
  - Solo Sunny (Konrad Wolf, Wolfgang Kohlhaase)

## Fordítás
- Ez a szócikk részben vagy egészben  a(z)   30th Berlin International Film Festival című angol Wikipédia-szócikk fordításán alapul.  Az eredeti cikk szerkesztőit annak laptörténete sorolja fel. Ez a jelzés csupán a megfogalmazás eredetét és a szerzői jogokat jelzi, nem szolgál a cikkben szereplő információk forrásmegjelöléseként.